# Maeshowe
Maeshowe (ali Maes Howe; Orkhaugr (staronordijsko)) je neolitska kamnita grobnica in prehodni grob na otoku Mainland, Orkneyjski otoki na Škotskem. Verjetno je bila zgrajena okoli leta 2800 pr. n. št. V arheologiji Škotske je po njem je dobilo ime Maeshowe tip komorne grobnice, ki je omejen na Orkney.
Maeshowe je pomemben primer neolitske obrti in je, po besedah arheologa Stuarta Piggotta, »vrhunski spomenik, ki je zaradi svoje izvirnosti izvedbe dvignjen iz svojega razreda v edinstven položaj«. Maeshowe je spomenik, ki je uvrščen na seznam zavarovanih spomenikov [3] in je del Unescove svetovne dediščine Srce neolitskega Orkneyja, skupine območij, vključno s Skara Brae, ki so bila uvrščena leta 1999.

## Oblikovanje in konstrukcija
Maeshowe je ena največjih grobnic v Orkneyju; gomilno grobišče, ki obdaja grobnico, ima premer 35 m in se dviga do višine 7,3 m. Okoli gomile je na razdalji od 15 m do 21 m jarek, širok do 14 m. Travnati nasip skriva kompleks prehodov in prostorov, zgrajenih iz skrbno obdelanih kamnitih plošč, težkih do 30 ton. Poravnan je tako, da je zadnja stena njegove osrednje komore osvetljena na zimski solsticij. Podoben prikaz se pojavi v Newgrangeu.
Ta vhodni prehod je dolg 11 m in vodi do osrednje skoraj kvadratne komore, ki na vsaki strani meri približno 4,6 m. Trenutna višina komore je 3,8 m, kar odraža višino, do katere je ohranjena prvotna kamnita konstrukcija in prekrita s sodobno streho. Prvotna streha se je lahko dvignila do višine 4,6 m ali več. Vhodni prehod je visok le približno 0,91 m, zaradi česar se morajo obiskovalci skloniti ali priplaziti v osrednjo komoro. Ta komora je zgrajena večinoma iz ploščatih kamnitih plošč, od katerih mnoge prečkajo skoraj celotno dolžino sten. V vsakem kotu ležijo ogromni kotni oporniki, ki se dvigajo do oboka. Na višini približno 0,91 m se konstrukcija stene spremeni od uporabe ravnih do prekrivajočih se plošč, ki ustvarjajo obok v obliki čebeljega panja.
Ocene količine truda, potrebnega za gradnjo Maeshowe, se razlikujejo; običajno predlagana številka je 39.000 delovnih mož/ur, čeprav je Colin Renfrew izračunal, da bi bilo potrebnih vsaj 100.000 ur. Datiranje gradnje Maeshowe je težko, vendar datumi, ki izhajajo iz pokopov v podobnih grobnicah, segajo okoli 3000 pr. n. št. Ker je Maeshowe največji in najbolj prefinjen primer 'tipa' grobnice Maeshowe, so arheologi domnevali, da je zadnja v svojem razredu, zgrajena okoli leta 2800 pr. n. št.. Ljudje, ki so zgradili Maeshowe, so uporabljali posodo z žlebovi, značilno vrsto keramike, ki se je razširila po Britanskem otočju od približno leta 3000 pr. n. št.

## Umestitev
Maeshowe je videti kot travnata gomila, ki se dviga iz ravnice blizu jugovzhodnega konca jezera Harray. Zemljišče okoli mesta Maeshowe je ob gradnji verjetno izgledalo podobno kot danes: brez dreves, s travami, ki so reprezentativne za 'območje zbiranja cvetnega prahu' MNH-I, kar odraža »mešane kmetijske prakse, verjetno s pašniškim pristranskostjo – tam je precejšnja količina cvetnega prahu rebrca , pa tudi pri žitih«.
Maeshowe je poravnan z nekaterimi drugimi neolitskimi najdišči v bližini, na primer vhod v "Strukturo 8" bližnje naselbine Barnhouse je obrnjen neposredno proti gomili. Poleg tega je tako imenovani "Barnhouse Stone" na polju približno 700 metrov stran popolnoma poravnan z vhodom v Maeshowe. Ta vhodni hodnik je nameščen tako, da prepušča neposredno svetlobo zahajajočega sonca v komoro za nekaj dni na vsaki strani zimskega solsticija in osvetljuje vhod v zadnjo celico.
Neolitska pot povezuje Maeshowe z veličastno ohranjeno vasjo Skara Brae, ki poteka blizu stoječih Stones of Stenness in Ring of Brodgar. Poti povezujejo neolitska obredna mesta po vsej Britaniji. Nekateri arheologi verjamejo, da je bil Maeshowe prvotno obdan z velikim kamnitim krogom. Omenjeni kompleks ter druge grobnice in stoječi kamni, predstavlja koncentracijo neolitskih najdišč, ki ji v Veliki Britaniji tekmujejo le kompleksi, povezani s Stonehengeom in Aveburyjem.

## Slog
Grobnica je dobila ime po tipu škotske kamnite komore Maeshowe, ki je omejena na Orkney. Maeshowe je zelo podoben slavni grobnici Newgrange na Irskem, kar kaže na povezavo med obema kulturama. Grobnice s komorami 'tipa' Maeshoweja zaznamuje dolg, nizek vhodni prehod, ki vodi do kvadratne ali pravokotne komore, iz katere je dostop do številnih stranskih celic. Čeprav obstajajo nesoglasja glede pripisovanja grobnic vrstam, obstaja samo sedem zagotovo znanih grobnic tipa Maeshowe. Na Mailandu so: grobnica Cuween Hill, Wideford Hill in Quanterness. Grobnica Quoynessa je najdena na Sanday, medtem ko je Vinquoy Hill na Eday. Končno je neimenovana grobnica Holm of Papa. Anna Ritchie poroča, da so na Orkneyju še tri grobnice tipa Maeshowe, vendar jih ne poimenuje ali locira.
V skladu s tukajšnjim opisom je grobnica s komorami običajno značilna za nagrobne predmete, ki so bili najdeni na hribu Cuween in v grobnici Papa Westray na Holmu (glej zgornji odstavek), vendar jih niso našli v Maeshoweju. Nadalje v opisu prehodnega groba piše:
»Ni bilo ugotovljeno, da vsi prehodni grobovi vsebujejo dokaze o človeških ostankih. En tak primer je Maeshowe.« Poleg tega izjava o pomembnosti (citirana v § spodaj) pravi: »Gre za izraz genija v skupini ljudi, katerih druge grobnice so bile klavstrofobične komore v manjših gomilah.«
Potencialno razlago za izjemno genialnost inženiringa Maeshowe in pomanjkanje človeških ostankov je leta 1971 opisal Peter Tompkins, ki je strukturo v Maes-Howe primerjal z Veliko piramido, kar kaže, da je bilo mesto uporabljeno kot observatorij, koledar in za slovesnosti raje kot za grob.
Tompkins je obsežno preučeval številne dokumente, povezane z merjenjem in raziskovanjem Velike piramide v Gizi. Izjavil je, da je bila osrednja 'opazovalna komora' v Maeshoweju »zasnovana kot velika galerija Velike piramide«. Predlagal je, da je bil vhod zelo podoben egiptovskim piramidam, saj je imel »54-metrski opazovalni prehod, usmerjen kot teleskop v megalitski kamen, ki označuje poletni solsticij« (str. 130) poleg njegovega »stražnega kamna« na zahodu, ki je označeval enakonočja. Navedel je profesorja Alexandra Thoma, nekdanjega predstojnika za inženirske znanosti na Oxfordu, ki je pisal o geometriji konstrukcija in astronomska poravnava Maeshoweja v tem kontekstu leta 1967.
Tompkins, ki se je skliceval na Thoma in druge, je podrobno opisal, kako so Maeshowe, Silbury Hill in druge starodavne gomile in neolitski megaliti po vsej Veliki Britaniji služili kot izjemno natančni observatoriji, koledarji in pravočrtni svetilniki za popotnike, pa tudi kako so jih obredno uporabljali na prvomajskih praznovanjih pred več kot 4000 leti.

## Izkopavanje
Sodobno odprtje grobnice julija 1861 je izvedel James Farrer, antikvar in član parlamenta (MP) za South Durham. Farrer, tako kot mnogi antikvarji tistega časa, ni bil znan po skrbnem izkopavanju najdišč. John Hedges ga opisuje kot »pohlepnega apetita po izkopavanju, ki se lahko kosa le z njegovimi surovimi tehnikami, pomanjkanjem navdiha in splošno nezmožnostjo objavljanja«. Farrer in njegovi delavci so prebili streho vhodnega prehoda in ugotovili, da je napolnjena z ostanki. Nato se je osredotočil na vrh gomile, se prebil in v nekaj dneh izpraznil glavno komoro materiala, ki jo je popolnoma napolnil. On in njegovi delavci so odkrili znane runske napise, vklesane na stene, dokaz, da so Norvežani vdrli v grobnico vsaj šest stoletij prej.
Kot je opisano v sagi Orkneyinga, sta Maeshowe približno v 12. stoletju izropala slavna Vikinga Earl Harald Maddadarson in Ragnvald, grof Møre. Več kot trideset runskih napisov na stenah komore predstavlja največjo posamezno zbirko takih rezbarij na svetu. Novejše terensko delo je pokazalo, da lahko uporaba tehnike računalniške fotografije, refleksijsko transformacijsko slikanje (RTI), osvetli naravo napisov in njihovo zaporedje.
Izkopavanja so pokazala, da je bilo zunanje obzidje, ki obdaja jarek, prezidano v 9. stoletju. Nekateri arheologi to vidijo kot dokaz, da so nordijci morda ponovno uporabili grobnico in da so bili vir "zaklada", ki so ga našli kasnejši roparji.:46

## Status svetovne dediščine
»Srce neolitskega Orkneyja« je bilo decembra 1999 vpisano na seznam svetovne dediščine. Poleg Skara Brae območje vključuje Maeshowe, Ring of Brodgar, Skara Brae in druga bližnja najdišča. Upravlja ga Historic Environment Scotland, katerega Izjava o pomembnosti za območje se začne:
Spomeniki v osrčju neolitskih Orkneyja in Skara Brae oznanjajo zmagoslavje človeškega duha v zgodnjih obdobjih in na osamljenih krajih. Bili so približno sočasni z mastabami iz arhaičnega obdobja Egipta (prva in druga dinastija), opečnatimi templji v Sumeriji in prvimi mesti kulture Harappa v Indiji ter stoletje ali dve prej kot zlata doba Kitajske. Ta najdišča so nenavadno primerna za svoj zgodnji datum in z izjemno bogatimi ostanki dokazov vidni simbol dosežkov zgodnjih ljudstev stran od tradicionalnih središč civilizacije ... Maes Howe je mojstrovina neolitskega inženirstva. Gre za izjemno zgodnji arhitekturni dosežek. S svojo skoraj klasično močjo in preprostostjo je edinstveno preživetje izpred 5000 let. Je izraz genija v skupini ljudi, katerih druge grobnice so bile klavstrofobične komore v manjših gomilah.

## Center za obiskovalce
Center za obiskovalce Maeshowe Srce neolitskega Orkneyja je v vasi Stenness in je bil odprt za javnost aprila 2017. Prejšnji center za obiskovalce Maeshowe je bil v Tormiston Millu, ki stoji poleg grobnice. Center za obiskovalce Tormiston Mill se je zaprl septembra 2016 zaradi različnih razlogov, zlasti zaradi majhnega parkirišča in nevarne ceste, skupaj s pomanjkanjem dostopa z invalidskim vozičkom.
Ogledi se odpeljejo iz središča centra za obiskovalce z avtobusom, ki 4- do 7-krat na dan popelje turistične skupine po 16 ljudi do same kamnite jame. Vsebuje razstavo, trgovino s spominki in javna stranišča ter prostore za osebje.